# Los Tres Puentes, Chiapas
Los Tres Puentes är en ort i Mexiko.   Den ligger i kommunen Bella Vista och delstaten Chiapas, i den sydöstra delen av landet, 800 km sydost om huvudstaden Mexico City. Los Tres Puentes ligger 2 348 meter över havet och antalet invånare är 337.
Terrängen runt Los Tres Puentes är bergig västerut, men österut är den kuperad. Runt Los Tres Puentes är det ganska tätbefolkat, med 78 invånare per kvadratkilometer. Närmaste större samhälle är Frontera Comalapa, 17,5 km nordost om Los Tres Puentes. Omgivningarna runt Los Tres Puentes är en mosaik av jordbruksmark och naturlig växtlighet.